# 三寶顏錫布格省
三宝颜锡布格省（英文：Zamboanga Sibugay）是菲律宾三宝颜半岛的省份之一，成立于2001年，首府为伊皮尔，位于棉兰老岛西南部，该省北边为北三宝颜省，南边是莫罗湾，西南面为三宝颜市，东面与南三宝颜省接壤。2010年人口为584,685人，下辖16个直辖市。主要农作物包括水稻，玉米，椰子，橡胶，果树，蔬菜，烟草，咖啡，可可等。